# Победа (Калининградская область)
Победа — посёлок в Багратионовском районе Калининградской области. Входит в состав Нивенского сельского поселения.

## Население
| 2002 | 2010 |
| ---- | ---- |
| 184  | ↘168 |

## История
В 1910 году в Арнсберге существовал кирпичный завод, в населённом пункте проживало 287 человек, в 1933 году — 268 человек, в 1939 году — 291 человек.
В 1950 году Арнсберг и Штруве были объединены в посёлок Победа.